# Vestra
Vestra (en suédois : Västra, est un quartier du district de Kivistö de Vantaa en Finlande,.

## Présentation
Vestra est partiellement bordée par Nurmijärvi et Espoo.
Ses quartiers voisins de Vantaa sont Luhtaanmäki, Keimola et Petikko,.
Vestra est une zone batie de quelques de maisons individuelles.
Le paysage est une alternance de collines rocheuses, de vastes forêts, de vallées fluviales et de champs ouverts.
La rivière Lepsämänjoki serpente à travers le quartirr et fait partie de sa frontière orientale.
Dans les parties sud et ouest du quartier, il y a des zones de conservation de la nature et des zones Natura 2000 (marais Vestra, bosquets et forêts anciennes),.